# Paedophryne

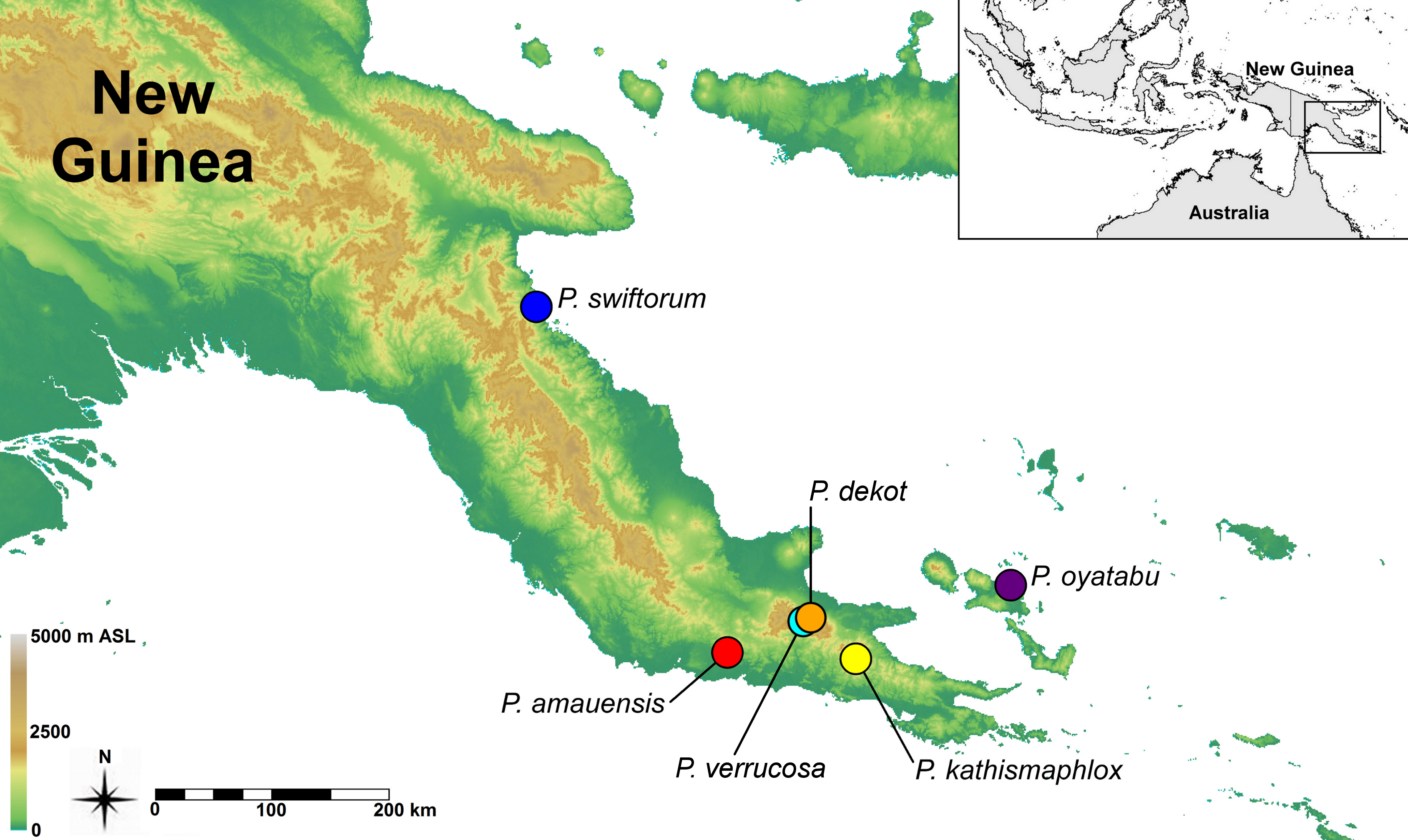
Vorkommen der Paedophryne-Arten in Papua-Neuguinea

Paedophryne ist eine erst im Jahr 2010  beschriebene Gattung der Familie der Engmaulfrösche (Microhylidae). Die Gattung gehört zur Unterfamilie der Papua-Engmaulfrösche (Asterophryinae).

## Merkmale
Alle sechs bisher bekannten Arten der Gattung gehören zu den kleinsten Wirbeltieren der Welt. Ihre Kopf-Rumpf-Längen reichen von 7,0 bis 11,3 Millimeter. Die Männchen bleiben meist kleiner als die Weibchen.
Die Arten unterscheiden sich hinsichtlich ihrer Größe. Die kleinste Art ist Paedophryne amauensis, deren Männchen eine Kopf-Rumpf-Länge (SVL) von 7–8 Millimetern nicht überschreiten. Bei Paedophryne dekot wurde eine Kopf-Rumpf-Länge von 8,5–9,0 Millimetern bei Weibchen gemessen, Männchen wurden bisher noch nicht entdeckt. Die Weibchen von Paedophryne verrucosa erreichen eine Länge von 8,8–9,3 Millimetern, die Männchen von 8,1–8,9 Millimetern. Bei Paedophryne kathismaphlox werden die Weibchen 10,4–10,9 Millimeter lang, die Männchen bis zu 10,1 Millimeter. Paedophryne oyatabu wird noch größer, die Weibchen dieser Art erreichen 11,3 Millimeter. Die ebenfalls in der Arbeit von Rittmeyer et al. 2012 neu beschriebene Art Paedophryne swiftorum erreicht 8,3–8,9 Millimeter.
Die ersten Finger und Zehen sind bei allen Vertretern der Gattung Paedophryne auf ein einziges Glied reduziert. Vor dem Kreuzbein liegen nur sieben Wirbel, anders als bei den meisten anderen Vertretern der Unterfamilie der Papua-Engmaulfrösche. Der zweite Finger und Zeh haben nur je zwei Glieder, ebenso der vierte Finger. Der eingliedrige fünfte Zeh ist ebenfalls reduziert. Das Maul ist relativ breit und gerundet. Die Augen sind verhältnismäßig groß, die Pupillen liegen horizontal.

## Vorkommen
Alle Arten der Gattung Paedophryne sind in Papua-Neuguinea bzw. vorgelagerten Inseln beheimatet. Sie leben auf dem Boden in Streu und abgefallenem Laub.

## Lebensweise
Paedophryne sind dämmerungsaktiv und ernähren sich von verschiedenen Wirbellosen. Die Männchen rufen in sehr hohen Tönen, die denen von stridulierenden Insekten ähneln.

## Systematik
Die systematische Stellung der Gattung ist noch unklar. Eine Verwandtschaft zur Gattung Cophixalus wird vermutet.
Es kann angenommen werden, dass die Differenzierung dieser Gattung vor 23 bis 29 Millionen Jahren begann, als der Teil der heutigen Insel Neuguinea, in dem die Vertreter der Gattung  beheimatet sind, ein eigenes Terrane darstellte.

## Arten
Stand: 29. April 2022
- Paedophryne amauensis Rittmeyer, 2012[4]
- Paedophryne dekot Kraus, 2011[3]
- Paedophryne kathismaphlox Kraus, 2010[2]
- Paedophryne oyatabu Kraus, 2010[2]
- Paedophryne swiftorum Rittmeyer, 2012[4]
- Paedophryne titan Kraus, 2015[5]
- Paedophryne verrucosa Kraus, 2011[3]

## Galerie

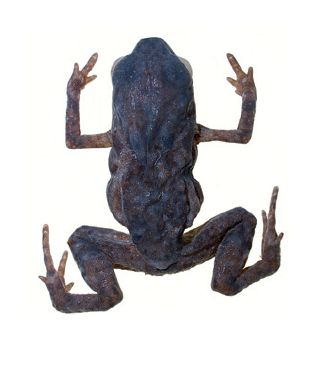
Paedophryne kathismaphlox
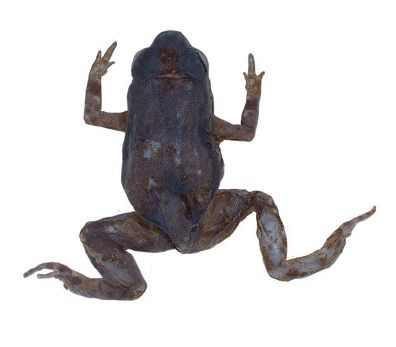
Paedophryne oyatabu
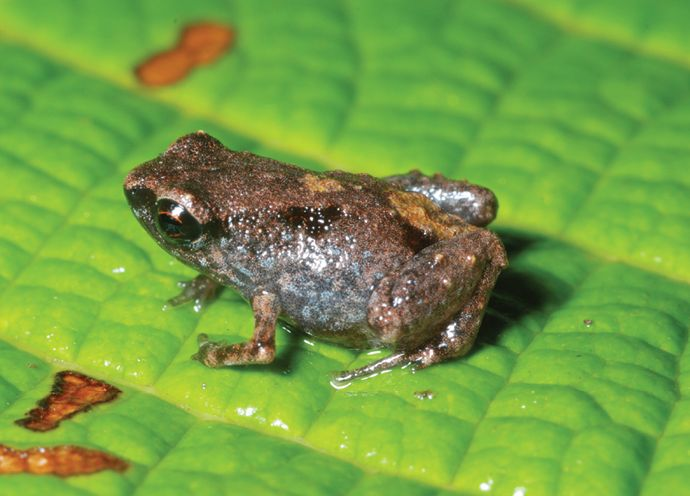
Paedophryne dekot
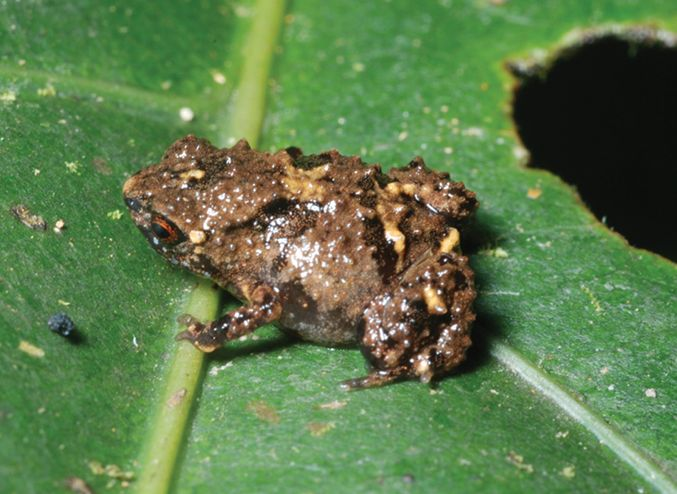
Paedophryne verrucosa
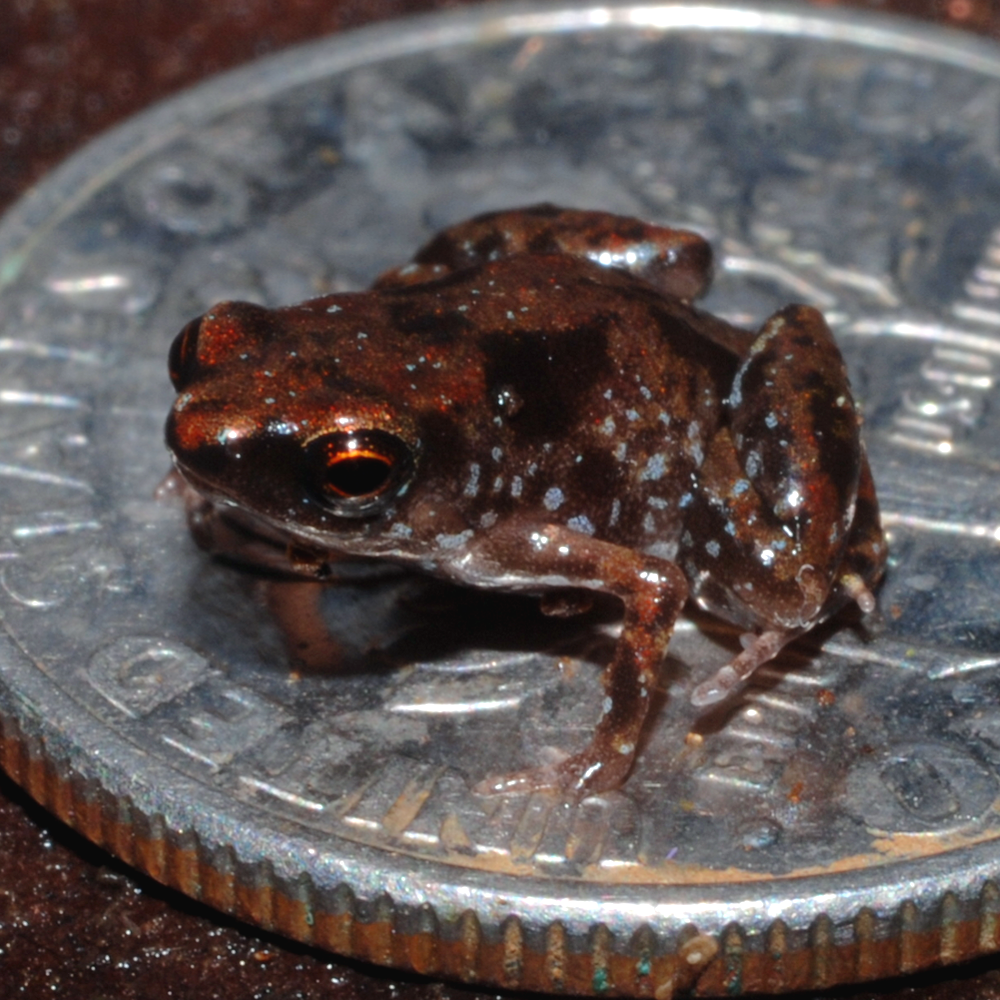
Paedophryne amauensis (Kleinstes Wirbeltier der Welt)
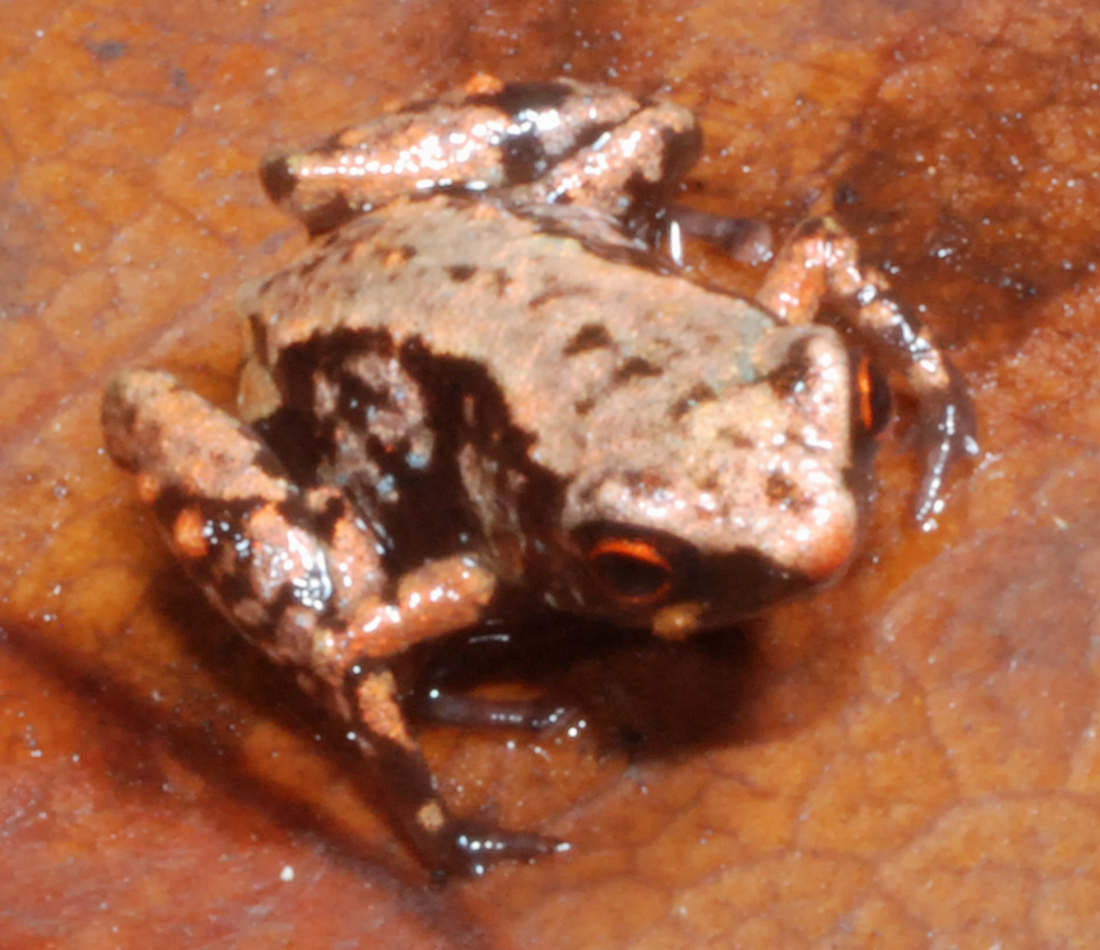
Paedophryne swiftorum